# Mario Ricci (politico 1943)
Mario Ricci (Massa, 11 agosto 1943) è un politico italiano.

## Biografia
Da sempre residente nella città dove è nato, dopo la maturità classica dal 1970 al 1975 è stato membro del consiglio di amministrazione dell'ospedale provinciale di Massa. Dal 1985 al 1990 è stato capogruppo consiliare del Partito Comunista Italiano al comune di Massa e, dal 1995 al 1998, presidente della società Imm Carrara Spa (Fiera di Carrara).
Il suo impegno politico è iniziato nel 1966 all'interno della Fgs; nel 1969 è diventato membro dell'esecutivo provinciale del PSIUP di Massa Carrara. Nel 1972, confluito nel Pci, ha ricoperto incarichi nel Pci di Massa Carrara e, dal 1981 al 1990, è stato segretario della zona costa del Pci Massa, Carrara, Montignoso e Fosdinovo. Nel 1993 aderisce al Partito della Rifondazione Comunista e diventa membro della direzione provinciale di Massa Carrara e del comitato regionale.
Nel 1998 è segretario del Prc di Massa Carrara, poi segretario regionale e membro della direzione nazionale dal 1999.
Alle consultazioni regionali del 16 aprile 2000 è eletto nella lista di Rifondazione Comunista nella circoscrizione di Livorno con 1.078 preferenze. È consigliere segretario dell'Ufficio di Presidenza del Consiglio regionale e membro della Terza Commissione - Attività produttive.
Il 9 aprile 2006 si candida alle politiche nella circoscrizione Toscana e viene eletto alla Camera dei deputati per la XV legislatura per Rifondazione Comunista. Nel suo paese nativo (Casette) la lista del PRC raggiunge il 29.54%. Durante la legislatura è capogruppo di Rifondazione Comunista alla IX commissione (Trasporti, Poste e Telecomunicazioni).
Ricci non viene poi rieletto in Parlamento alle Elezioni politiche del 2008 a causa del mancato raggiungimento dello sbarramento da parte de La Sinistra l'Arcobaleno, cartello elettorale in cui era candidato come esponente di Rifondazione.
Al congresso di Chianciano, aderisce alla mozione Vendola Rifondazione per la Sinistra perdente al congresso nonostante il raggiungimento della maggioranza relativa con circa il 47%. In seguito alla scissione dell'area Movimento per la Sinistra (che aveva presentato la mozione Vendola al congresso), aderisce, assieme a una parte della segreteria provinciale del Partito di Massa-Carrara, a questa nuova forza politica, che promuove prima il cartello Sinistra e Libertà e poi il nuovo partito di Sinistra Ecologia e Libertà.

### Vita privata
È sposato fin dal 2003 con Martina Nardi, deputata eletta nel 2013 con SEL e poi confluita nel PD.